# Pseudocydonia sinensis
Pseudocydonia sinensis är en rosväxtart som först beskrevs av André Thouin, och fick sitt nu gällande namn av Camillo Karl Schneider. Pseudocydonia sinensis ingår i släktet Pseudocydonia och familjen rosväxter. Inga underarter finns listade i Catalogue of Life.

## Bildgalleri

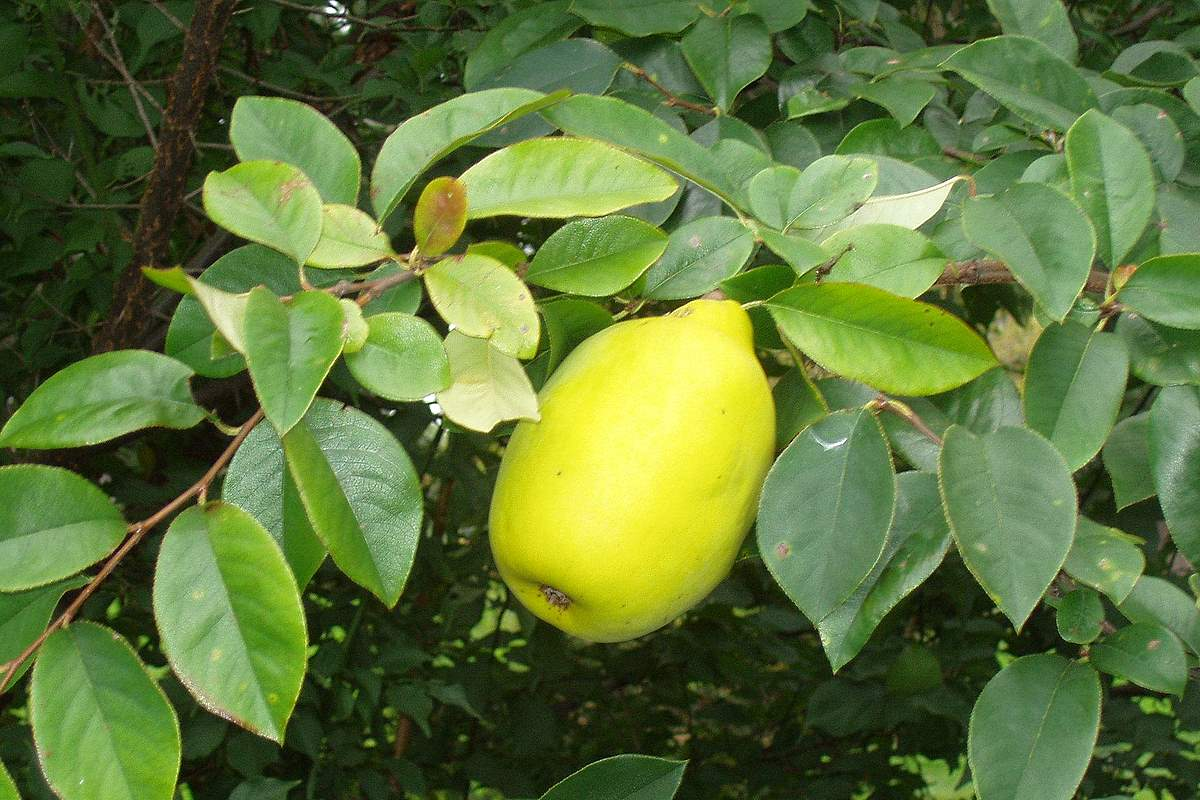
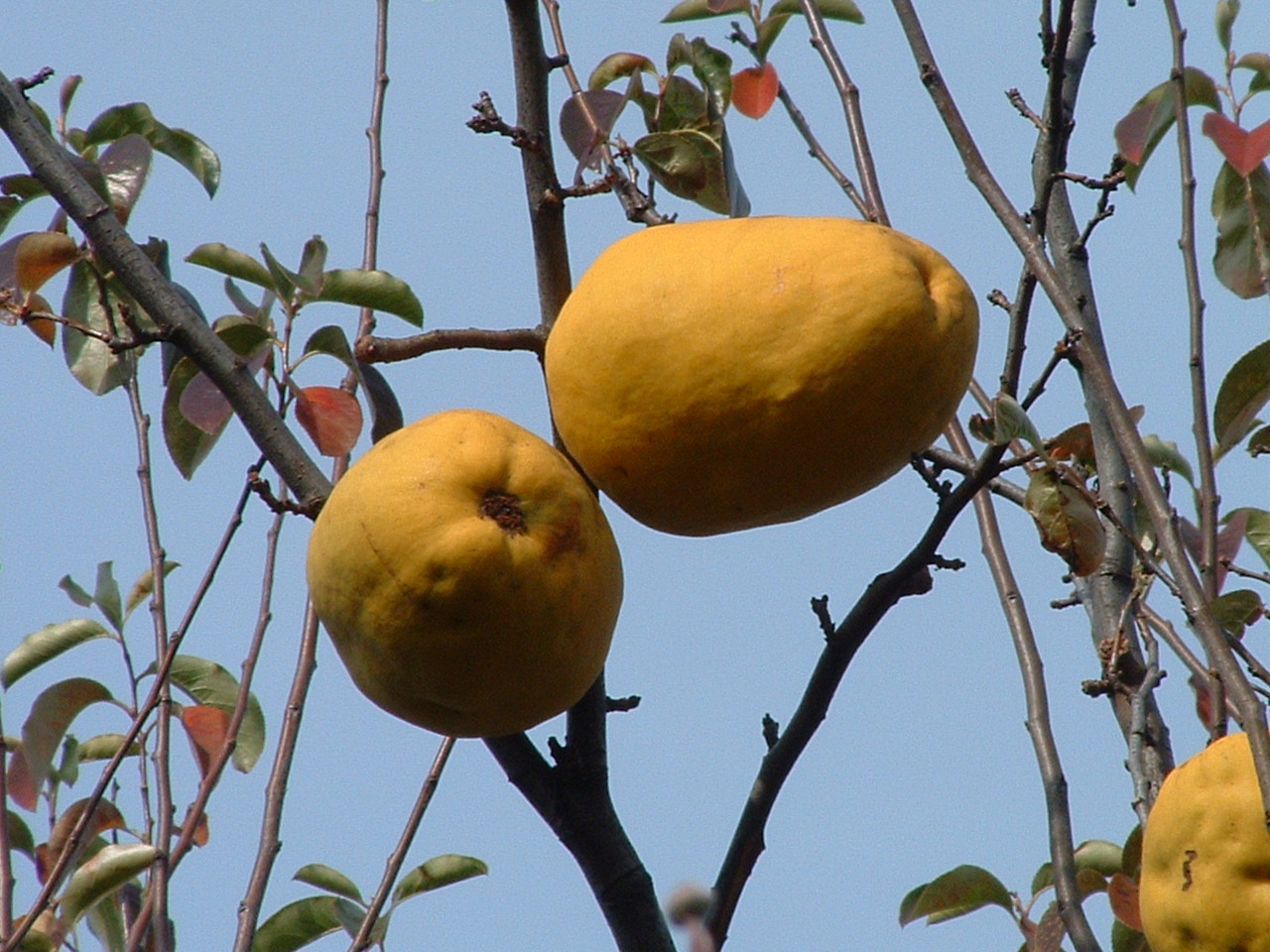
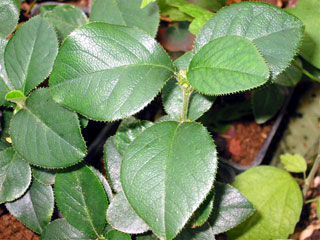
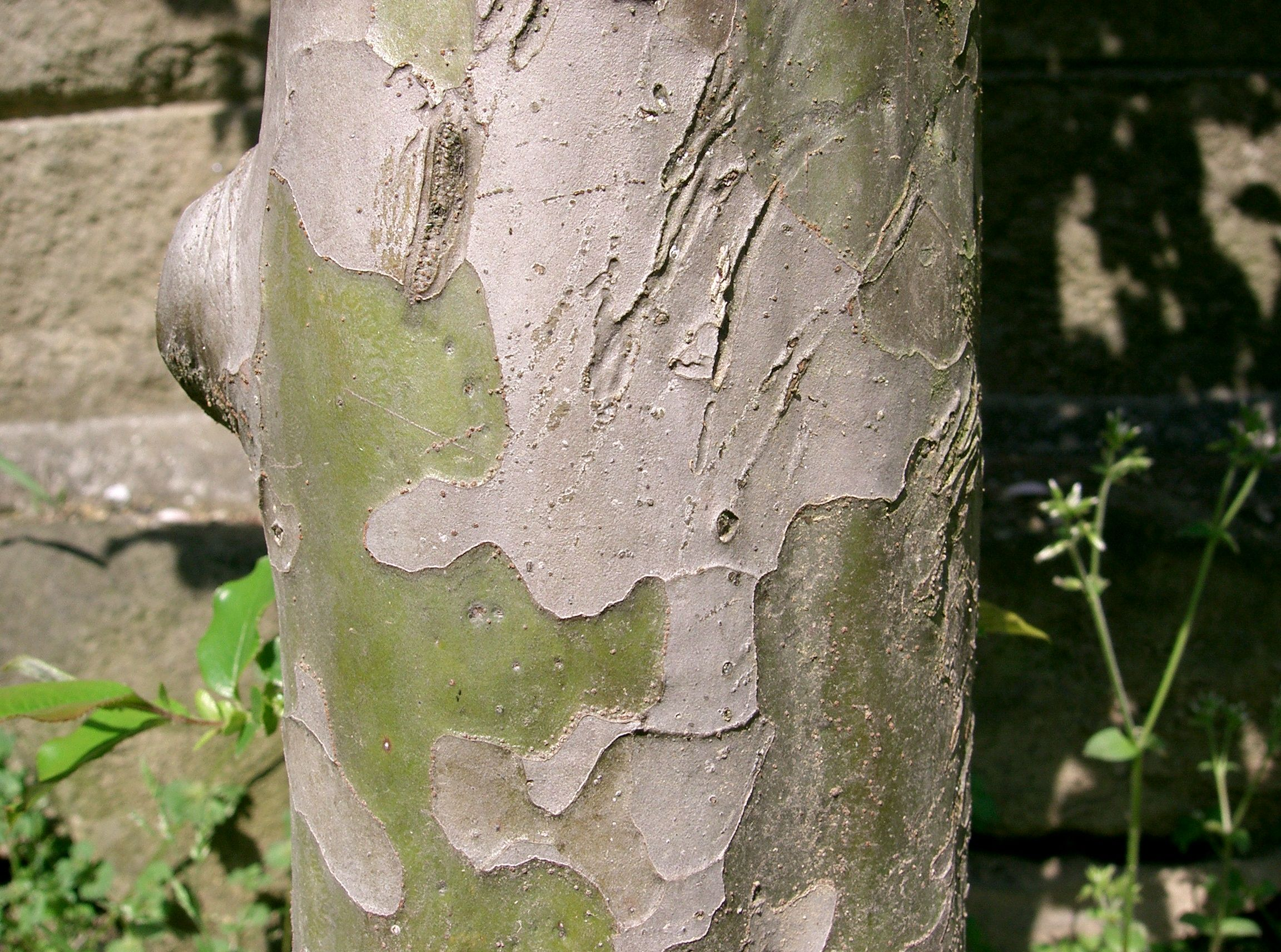
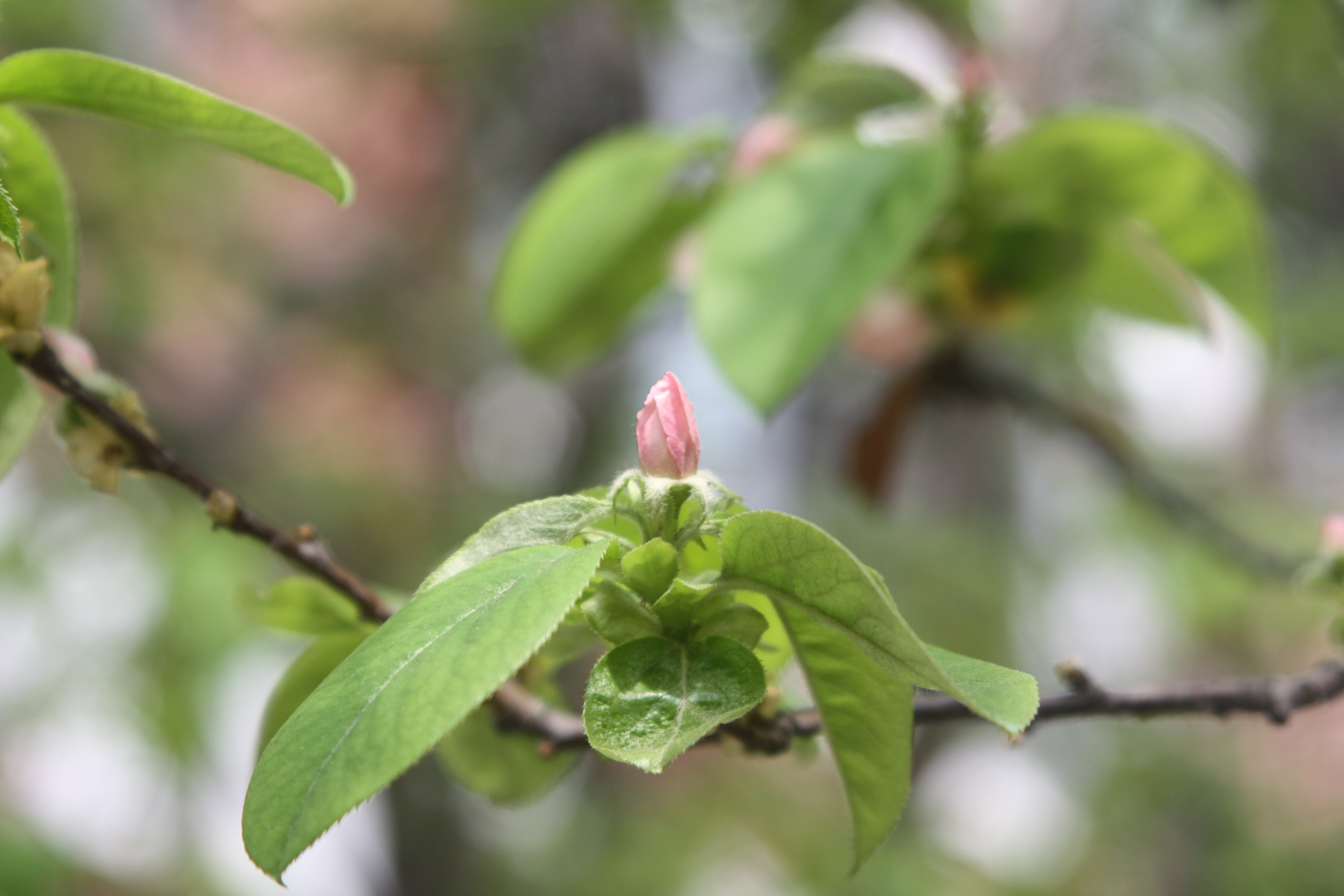
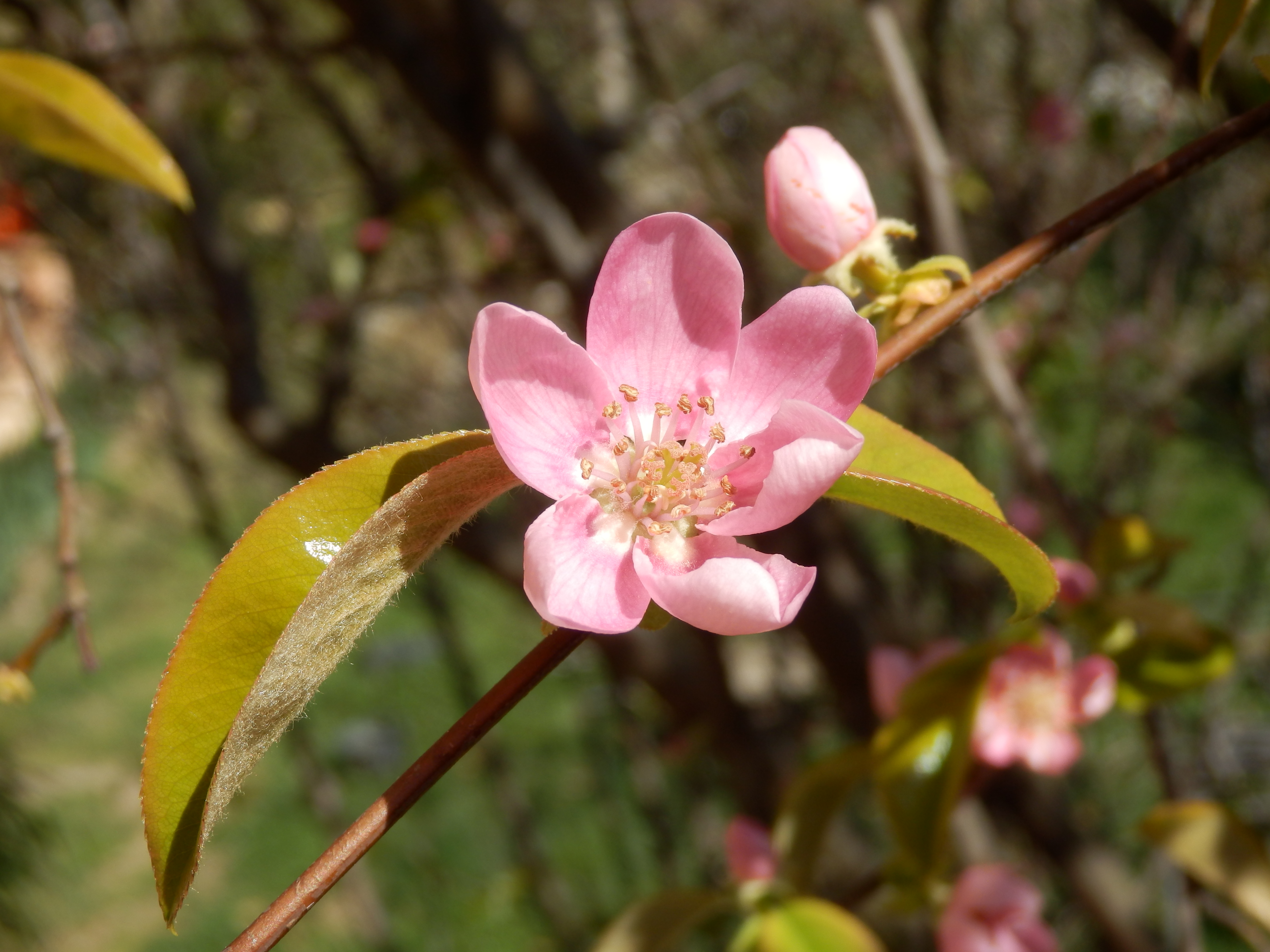